# Chlorophorus duo
Chlorophorus duo är en skalbaggsart som först beskrevs av Leon Fairmaire 1888.  Chlorophorus duo ingår i släktet Chlorophorus och familjen långhorningar. Inga underarter finns listade i Catalogue of Life.